# Francesco Gianni
Francesco Gianni (Roma, 14 novembre 1750 – Parigi, 17 novembre 1822) è stato un poeta improvvisatore italiano.

## Biografia
Gianni all'inizio lavorava come sarto, ma rivelò in giovane età un talento per la versificazione e, dopo un periodo di formazione, si esibì pubblicamente come improvvisatore a Genova e Milano.
La sua fama si diffuse in tutta la penisola, e Napoleone I, di cui Gianni festeggiava con entusiasmo le vittorie in Italia, lo nominò membro del Consiglio legislativo della Repubblica Cisalpina e successivamente suo improvvisatore di corte con un salario di 6.000 franchi. Da allora Gianni visse a Parigi, dove fece anche scalpore con le sue improvvisazioni e dove morì il 17 novembre 1822. Raccolte delle sue poesie furono pubblicate apparse a Milano (1807, 5 voll.) e a Firenze (1827, 3 voll.).